# Batalla de Queronea (86 aC)
La Batalla de Queronea  de l'any 86 aC va tenir lloc a la rodalia de Queronea, a Beòcia, durant la Primera Guerra mitridàtica entre la República Romana i el rei Mitridates IV del Pont. Les forces romans de Luci Corneli Sul·la van derrotar l'exèrcit del Pont, al comandament d'Arquelau. La batalla es descriu en dos textos antics, tot i que els fets varien entre ells. La descripció de la batalla apareix en les Guerres Mitridàtiques d'Apià, Llibre 6, al mateix temps que a la Vida de Sul·la de Plutarc, capítols 17-19.

## Batalla
Sul·la no va perdre el temps i va ocupar un turó anomenat Filobet, que naixia als contraforts de la muntanya del Parnàs. D'allà dominava la plana d'Elatea i disposava de fusta i aigua en abundància. L'exèrcit d'Arquelau, comandat realment per Tàxiles havia d'avançar des del nord per una vall fins a Queronea. Amb 110.000 homes i 90 carros de guerra, triplicava, com a mínim, els efectius de Sul·la. Arquelau era partidari de desgastar lentament als romans, però Tàxiles tenia ordres de Mitridates d'atacar immediatament. Mentrestant, Sul·la va emprar els seus homes en l'excavació d'una sèrie de trinxeres per protegir els seus flancs contra possibles maniobres i aixecar palissades al davant. A continuació va ocupar la ciutat en ruïnes de Parapotamos, una posició inexpugnable que dominava els guals de la calçada que conduïa a Queronea. Llavors va fingir una retirada, abandonant els guals i es va atrinxerar a les palissades i les trinxeres. Al seu darrere hi havia preparada l'artilleria de campanya que ja havia estat emprada en el setge d'Atenes. Arquelau va avançar a través dels guals i va intentar flanquejar les forces de Sul·la amb la seva cavalleria, però només va aconseguir ser rebutjat per les legions formades en quadre i sumir l'ala dreta del seu exèrcit en la confusió. Els carros d'Arquelau carregaren contra el centre romà i es van fer miques contra les trinxeres romanes. Llavors, els cavalls alliberats de les seves brides i embogits per les fletxes i javelines, van retrocedir a través de les falanges gregues creant més confusió. Aquestes van carregar, però tampoc van poder superar les defenses romanes i van patir fortes baixes sota el foc de l'artilleria romana.
En vista del fracàs, Arquelau va tractar de llançar la seva ala dreta contra la desprotegida esquerra romana. Sul·la, advertint de la perillosa maniobra, va córrer en auxili dels seus homes des del flanc dret. Sul·la va resistir els assalts pòntics, fins que Arquelau va decidir portar més tropes des de la seva ala dreta. Això va desestabilitzar la línia de combat pòntica i debilitar el seu flanc dret. Sul·la va tornar a la seva ala dreta i ordenà avançar a totes les seves forces. Amb el suport de la cavalleria, les legions de Sul·la van fer miques les forces d'Arquelau. La matança va ser terrible, i segons algunes fonts només van sobreviure 10.000 soldats de Mitridates.